# Pozo Junco
«Pozo Junco» es un paraje natural municipal en la localidad de El Toro, en la provincia de Castellón de la Comunidad Valenciana en España.

## Datos básicos
Este paraje de 475 ha fue Declarado Paraje Natural Municipal por Acuerdo del Consejo de la Generalidad Valenciana de fecha 5 de noviembre de 2004. (texto del acuerdo (enlace roto disponible en Internet Archive; véase el historial, la primera versión y la última).).

## Flora
En cuanto a la flora, hay que destacar que el sabinar rastrero, formación predominante en el Paraje, está incluido dentro de los bosques mediterráneos endémicos de enebros y sabinas, siendo un ecosistema de alto interés en la Comunidad Valenciana. También destacan los llamados "bosques horizontales", formaciones postradas y pulvilunares, y la notable presencia en la zona del enebro común, algunos pies aislados de Pino negro y Sabina albar. Además se presentan diversas especies propias de la alta montaña, y un buen número de endemismos de las zonas de montaña más elevadas del centro y este de la península ibérica.

### Flora
La formación predominante es el sabinar rastrero que, al ser un endemismo propio de los bosques mediterráneos se convierte en un ecosistema de alto valor medioambiental. También destacan los denominados bosques horizontales, formaciones postradas y pulvilunares con presencia del enebro común, pino negro y sabina albar
También se encuentran diversos endemismos propios de las zonas de montaña del centro y el este de la península ibérica.

## Fauna
Entre la fauna presente en el lugar destaca la presencia de especies vulnerables según el Catálogo Valenciano de Especies Amenazadas como el águila perdicera.

### Fauna
Este paraje del Palancia alberga varios ejemplares incluidos en el Catálogo Valenciano de Especies Amenazadas de Fauna, como el gato montés, el águila perdicera, el gavilán, el ratonero, el topillo campesino y la culebra europea.

## Municipios comprendidos
- El Toro.

## Orografía
El paraje se sitúa en la parte occidental de la sierra del toro a 1.558 m s. n. m. Se encuentra a unos 10 km del casco urbano, cercano a los límites municipales de las localidades turolenses de Abejuela y Manzanera.

## Clima
La zona posee un clima mediterráneo continentalizado debido a la lejanía al mar con influencias del clima de alta montaña.

## Ríos
En la zona nacen diversos barrancos; los orientados al este desaguan en el río Palancia, a cuyo nacimiento se llega tras recorrer unos 15 km de escarpados barrancos. Los orientados al noroeste desaguan en el río Paraíso, tributario del río Albentosa, que a su vez lo es del Río Mijares.

## Otros datos
Otro punto de enorme interés es el paisaje, caracterizado por una elevada naturalidad y por el dominio de la sabina rastrera, conformando un paisaje en el que se permiten largas visuales al horizonte de la altiplanicie, resaltando paisajes lejanos y construcciones con interés paisajístico, como los corrales de ganado, e interés histórico, con la presencia de un pozo-nevero.

## Accesos
Desde Valencia se accede a la localidad de El Toro tomando la A-23, continuando con la N-234 y posteriormente a la altura de Barracas se toma a la izquierda la CV-240. Se encuentra a 84,2 km de Valencia y 86,5 de Castellón de la Plana.
El paraje se encuentra a unos 12 km del pueblo por pista forestal solo apta para vehículos 4x4.
- Datos: Q9062064